# Караваев, Денис Константинович
Денис Константинович Караваев (1724 — дата смерти неизвестна) — яицкий казак, бывший одним из первых, кто присоединился к Емельяну Пугачеву в ходе организации нового восстания на Яике.
После побега из-под следствия в Казани в мае 1773 года, Емельян Пугачёв в августе того же года вернулся на Яик и остановился на постоялом дворе Степана Оболяева, в Таловом умёте. После просьбы Пугачёва свести его с кем-либо из участников восстания 1772 года, одним из первых 24 августа к нему приезжает Денис Караваев, на вторую встречу (не поздней 27 августа) он приглашает Максима Шигаева, а 28 августа 1773 г. к ним присоединяются Зарубин-Чика и Мясников. В ходе конфиденциальных бесед, обсуждалась возможность организации нового казачьего выступления, прорабатывались детали легенды о спасшемся государе Петре III. И Караваев, по воспоминаниям Тимофея Мясникова сказал Зарубину:

«Ты, Чика, знаешь все урочища безопасные. Так возьми Государя сохрани!».
Согласно данному обещанию, Мясников и Караваев начали подбирать сторонников в Яицком городке, но сохранить свои действия в тайне не сумели. Караваев был арестован 9 сентября, за неделю до начала восстания. Под следствием он сознался в переговорах с появившимся в войске «царём», но сохранил в тайне, что Пугачёва перевезли в другое место — на хутор казака Кожевникова, что на реке Усиха.
Таким образом, Караваев не принимал участия в ходе Пугачёвского восстания, пробыв все время под арестом в Яицком городке, в том числе и во время его осады восставшими — к которым Яицкий городок перешёл практически под полный контроль — правительственного гарнизона в ретраншменте Михайло-Архангельского собора. Лишь после снятия осады корпусом генерала Мансурова, Караваева в мае 1774 года перевезли в Оренбург, а в ноябре того же года — в Москву, для допросов в следственной комиссии.
По приговору от 9 января 1775 года, Караваева приговорили высечь кнутом, заклеймить и, вырвав ноздри, сослать на каторгу в Балтийский порт Эстляндской губернии (ныне Палдиски в Эстонии). Дата его смерти неизвестна.